# Belgia na Mistrzostwach Świata w Lekkoatletyce 2011
Belgia na Mistrzostwach Świata w Lekkoatletyce 2011 – reprezentacja Belgii podczas czempionatu w Daegu liczyła 11 zawodników.

## Występy reprezentantów Belgii

### Mężczyźni

#### Konkurencje biegowe
| Konkurencja        | Zawodnik                                                                              | Runda 1  | Runda 1 | Runda 2  | Runda 2 | Półfinał     | Półfinał | Finał        | Finał   |
| Konkurencja        | Zawodnik                                                                              | Rezultat | Pozycja | Rezultat | Pozycja | Rezultat     | Pozycja  | Rezultat     | Pozycja |
| ------------------ | ------------------------------------------------------------------------------------- | -------- | ------- | -------- | ------- | ------------ | -------- | ------------ | ------- |
| Bieg na 400 m      | Kevin Borlée                                                                          |          |         | 44,27    | 2 Q     | 45,02        | 3 Q      | 44,90        | 3       |
| Bieg na 400 m      | Jonathan Borlée                                                                       |          |         | 45,16    | 7 Q     | 45,14        | 4 Q      | 45,07        | 5       |
| Bieg na 1500 m     | Jeroen D'hoedt                                                                        |          |         | 3:45,54  | 31      |              |          |              |         |
| Sztafeta 4 x 400 m | Kevin Borlée Jonathan Borlée Nils Duerinck Antoine Gillet Arnaud Destatte Joris Haeck |          |         |          |         | 3:00,71 (SB) | 6        | 3:00,41 (SB) | 5       |

#### Konkurencje techniczne
| Konkurencja   | Zawodnik                | 100 m      | 100 m | Skok w dal  | Skok w dal | Pchnięcie kulą | Pchnięcie kulą | Skok wzwyż | Skok wzwyż | 400 m      | 400 m | 110 m p.pł. | 110 m p.pł. | Rzut dyskiem | Rzut dyskiem | Skok o tyczce | Skok o tyczce | Rzut oszczepem | Rzut oszczepem | 1500 m  | 1500 m | Finał    | Finał |
| Konkurencja   | Zawodnik                | Rez.       | Pkt.  | Rez.        | Pkt.       | Rez.           | Pkt.           | Rez.       | Pkt.       | Rez.       | Pkt.  | Rez.        | Pkt.        | Rez.         | Pkt.         | Rez.          | Poz.          | Rez.           | Poz.           | Rez.    | Poz.   | Rez.     | Poz.  |
| ------------- | ----------------------- | ---------- | ----- | ----------- | ---------- | -------------- | -------------- | ---------- | ---------- | ---------- | ----- | ----------- | ----------- | ------------ | ------------ | ------------- | ------------- | -------------- | -------------- | ------- | ------ | -------- | ----- |
| Dziesięciobój | Thomas Van Der Plaetsen | 11,20 (PB) | 817   | 7,79 m (PB) | 1007       | 12,76 m        | 653            | 2,17 m     | 963        | 49,46 (PB) | 840   | 14,79       | 875         | 37,20 m      | 608          | 5,1 m         | 941           | 58,91 m        | 721            | 4:45,86 | 644    | 8069 pkt | 13    |

### Kobiety

#### Konkurencje biegowe
| Konkurencja                | Zawodnik         | Runda 1  | Runda 1 | Runda 2    | Runda 2 | Półfinał   | Półfinał | Finał    | Finał   |
| Konkurencja                | Zawodnik         | Rezultat | Pozycja | Rezultat   | Pozycja | Rezultat   | Pozycja  | Rezultat | Pozycja |
| -------------------------- | ---------------- | -------- | ------- | ---------- | ------- | ---------- | -------- | -------- | ------- |
| Bieg na 100 m przez płotki | Anne Zagré       |          |         | 13,47      | 32      |            |          |          |         |
| Bieg na 400 m przez płotki | Élodie Ouédraogo |          |         | 55,40 (PB) | 10 Q    | 55,29 (PB) | 11       |          |         |

#### Konkurencje techniczne
| Konkurencja | Zawodnik   | 100 m p.pł. | 100 m p.pł. | Skok wzwyż  | Skok wzwyż | Pchnięcie kulą | Pchnięcie kulą | 200 m | 200 m | Skok w dal | Skok w dal | Rzut oszczepem | Rzut oszczepem | 800 m | 800 m | Finał | Finał |
| Konkurencja | Zawodnik   | Rez.        | Pkt.        | Rez.        | Pkt.       | Rez.           | Pkt.           | Rez.  | Pkt.  | Rez.       | Pkt.       | Rez.           | Pkt.           | Rez.  | Pkt.  | Rez.  | Poz.  |
| ----------- | ---------- | ----------- | ----------- | ----------- | ---------- | -------------- | -------------- | ----- | ----- | ---------- | ---------- | -------------- | -------------- | ----- | ----- | ----- | ----- |
| Siedmiobój  | Sara Aerts | 13,38 (SB)  | 1068        | 1,74 m (SB) | 903        | 12,49 m        | 694            | DNS   | DNS   | DNS        | DNS        | DNS            | DNS            | DNS   | DNS   | DNF   | DNF   |